# 察克
察克，是匈牙利沃什州所辖的一个村，总面积6.48平方公里，总人口287，人口密度44.3人/平方公里（2010年1月1日）。